# Ayside Tarn
Der Ayside Tarn ist ein See im Lake District, Cumbria, England.
Der Ayside Tarn liegt westlich des High Newton Lower Reservoir. Der Ayside Pool bildet seinen Zu- und Abfluss an der Westseite des Sees.